# Jan Nuyts (redacteur)
Jan Nuyts (Borgerhout, 31 januari 1920 - aldaar, 8 juli 2002) was een Belgisch redacteur en journalist.

## Levensloop
Nuyts vader was actief in het Verbond der Vlaamsche Oudstrijders (VOS), waar hij voorzitter was van de Borgerhoutse afdeling.
Hij liep school aan het Atheneum van Borgerhout, waar hij actief werd in 'Ik Dien'. Later trad hij ook toe tot het Algemeen Vlaamsch Nationaal Jeugdverbond (AVNJ). Vervolgens studeerde hij aan de Antwerpse normaalschool, maar zette zijn studies na het eerste jaar stop. 
In 1938 werd hij actief als journalist bij De Dag, en in 1939 werd hij opgeroepen voor zijn legerdienst. Tijdens de Achttiendaagse Veldtocht in de Tweede Wereldoorlog werd hij door de Duitsers krijgsgevangen genomen. In februari 1941 werd hij weer vrijgelaten en sloot zich aan bij de Nationaal-Socialistische Jeugd Vlaanderen (NSJV) en het Vlaamsch Nationaal Verbond (VNV). Vervolgens was hij bediende bij de Nationale Landbouw- en Voedingscorporatie. Na de bevrijding van de Duitse bezetting werd hij door de krijgsraad veroordeeld tot acht maanden cel, en tevens werden zijn burgerrechten ontnomen. Na een ontvankelijk verklaard genadeverzoek kwam hij - na het betalen van 5000 frank - vrij. Vervolgens werd hij korte tijd actief voor Het Laatste Nieuws en Het Handelsblad.
Op 1 oktober 1946 trad hij in dienst van 't Pallieterke als redactiesecretaris. Na de dood van Bruno de Winter in mei 1955 volgde hij deze op als hoofdredacteur van dit satirisch weekblad. Onder zijn bewind werd het tijdschrift rechtser en trok het openlijk de Vlaams-nationalistische kaart. Tevens had het blad onder zijn hoofdredacteurschap een belangrijke invloed op het ontstaan van de Volksunie en later het Vlaams Blok. Vanuit deze hoedanigheid was hij tevens een pleitbezorger van het behoud van één Vlaams-nationalistische partij en bemiddelde hij om de afscheuring van de VVP en de VNP (waaruit het Vlaams Blok ontstond) te voorkomen. Op 1 december 2000 werd hij als hoofdredacteur opgevolgd door Leo Custers. Ook was hij actief in de amnestiebeweging.
Hij overleed in het Sint-Erasmusziekenhuis te Borgerhout ten gevolge van een hersenembolie. Zijn uitvaartplechtigheid vond plaats in de Sint-Franciscus Xaveriuskerk te Borgerhout.